# Somogyért Egyesület
A Somogyért Egyesület (rövidebb nevén Somogyért) 1994. május 25-én alakult meg, 109 közismert somogyi politikus és vállalkozó jóvoltából. 2014-ben tagjainak száma négyezerre becsülhető. Elnöke Gyenesei István országgyűlési képviselő, a Somogy Megyei Közgyűlés volt elnöke volt.

## Története
A 2006-os választásokon egyéni jelöltjük (Gyenesei István) bejutott a parlamentbe, ahol „független” minősítésben képviseli a szervezetet. A 2006-os őszi parlamenti bizalmi szavazáson amellett voksolt, hogy Gyurcsány Ferenc az őszödi beszéd okozta politikai bizonytalanság ellenére maradjon miniszterelnök.
Az Egyesület gyakran hangoztatott célja a civil szerveződések világát képviselő "harmadik oldal" képviselete. Ugyanakkor a Magyar Szocialista Párthoz áll közel. Képviselőjelöltjei az MSZP-vel közösen indultak például a 2006-os magyarországi önkormányzati választásokon.
Gyeneseit, aki 1985 és 1990 között a Somogy Megyei Tanács elnöke, majd 1990 és 1994, ill. 1998 és 2006 között a Somogy Megyei Közgyűlés volt 2008 áprilisában, miután az MSZP kisebbségi kormányzásra kényszerült, Gyurcsány Ferenc miniszterelnök önkormányzati miniszternek jelölte.
A 2010-es magyarországi országgyűlési választásokon 3 egyéni jelöltet és 1 területi listát állított, de mandátumot nem szerzett.

## Célja
Mottó: „E szép tájú megyéért a tőlünk telhető legtöbbet megtenni csak összefogva sikerülhet.”
- A közlekedési feltételek javítása (zsáktelepülések összekötő útjai, autópályák, helyi közlekedés),
- a hiányzó infrastruktúra nagyobb ütemű fejlesztése (vonalas telefon, gáz- és szennyvízrendszerek, egészséges ivóvíz),
- a megélhetéshez szükséges munkahelyek megteremtőinek erőteljesebb támogatása,
- a fiatalok életkezdésének és a szépkorúak megélhetésének segítése,
- kiemelt törődés a közbiztonság javításával,
- a leszakadó rétegek, a hátrányos helyzetűek segítése (cigányság, munkanélküliek stb.),
- a Balaton megmentése: támogatják az önálló Balaton Régió kialakítását,
- a környezeti értékek fokozott védelme, melyet Somogy számára elengedhetetlennek tartanak,
- az egészségügyi és oktatási szolgáltatás fejlesztése, az erkölcsi nevelés széles körű javítása, mely álláspontjuk szerint a jelen és a jövő fontos záloga.

## Országgyűlési választás
| Választások | Szavazatok száma (I. forduló) | Szavazatok aránya (I. forduló) | Szavazatok száma (II. forduló) | Szavazatok aránya (II. forduló) | Mandátumok száma | Mandátumok aránya | Parlamenti szerepe                                                   |
| ----------- | ----------------------------- | ------------------------------ | ------------------------------ | ------------------------------- | ---------------- | ----------------- | -------------------------------------------------------------------- |
| 2006-os     | 67 652                        | 0,50%                          | 76 501                         | 1,99%                           | 1 / 386          | 0,26%             | Független 2008. május 1-jétől 2009. április 14-ig kormányzati szerep |
| 2010-es     | 7 470                         | 0,15%                          | —                              | —                               | 0 / 386          | —                 | nem jutott be                                                        |

## Hivatalos honlap
- Hivatalos honlap